# Liste des évêques d'Angers
Pour un article plus général, voir Diocèse d'Angers.

## IVesiècle
- Defensor : Mentionné en 372.
- Epetème (ou Apodème/Apodeminus) (saint) : Présent au concile de Nîmes de 396. Incertain.

## Vesiècle
- Prosper (saint)
- Maurille (423-453) : connu par la Vita Maurilio écrite en 619-620 par Mainbœuf.
- Thalasse (ou Thalaise) (453-462) : présent aux conciles d'Angers (453) et de Tours en 461.
- Fumère
- Eumerius

## VIesiècle
- Eustoche : présent au concile d'Orléans de 511.
- Aubin (529-550) : présent aux conciles d'Orléans de 538 et 541, représenté à celui de 549.
- Eutrope (saint) ?
- Domitien : présent aux conciles de Paris de 562 et de Tours de 567.
- Baudégisile
- Audovée : mentionné par Grégoire de Tours en 590.
- Saint Lézin (592-610), également comte d'Anjou avant 592

## VIIesiècle
- Cardulphe
- Saint Mainboeuf (610-660)
- Niulphe
- Loup (saint)
- Agilbert (saint)
- Godebert
- Garibarius

## VIIIesiècle
- Boson vers 700
- Colathobe
- Bénigne vers 720
- Barte (Bertus) vers 750
- Satrius vers 757, présent au Concile de Compiègne en 757
- Mauriole (760-770)
- Gentien

## IXesiècle
- Benoît avant 820
- Flodegaire (829)
- Aiglebarius (837)
- Dodon (837-880)
- Rainon (881-906)

## Xesiècle
- Rothard (910)
- Renaud I (920)
- Hervé (929-942)
- Aimon (943-966)?
- Néfingue (966-973)
- Renaud II (973-1006)

## XIesiècle
- Hubert de Vendôme (1006-1047)
- Eusèbe Brunon (1047-1081)
- Geoffroy Ier de Tours (1081-1093)
- Geoffroy de Mayenne (1093-1101)

## XIIesiècle
- Renaud de Martigné (1102-1125)
- Ulger (1125-1148)
- Normand de Doué (1148-1153)
- Mathieu de Loudun (1156-1162)
- Geoffroy III La Mouche (1162-1177)
- Raoul de Beaumont (1177-1197)
- Guillaume Ierde Chemillé (1197-1202)

## XIIIesiècle
- Guillaume de Beaumont (1202-1240)
- Michel Ier Villoiseau (1240-1260)
- Nicolas Gelent (1261-1291)

## XIVesiècle
- Guillaume III Le Maire (1291-1317)
- Hugues Odard (1317-1323)
- Foulques IV de Mathefelon (1324-1355)
- Raoul II de Machecoul (1356-1358)
- Guillaume IV Turpin de Crissé (1358-1371)
- Milon de Dormans (1371-1373)

## XVesiècle
- Hardouin de Bueil (1374-1439)
- Jean Ier Michel (1439-1447)
- Jean II de Beauvau (1447-1467), déposé
- Jean III de La Balue (1467-1491), emprisonné pour trahison

Durant l'emprisonnment de Jean de La Balue, furent nommés deux administrateurs :
- Jean II de Beauvau (1476-1479), administrateur
- Auger de Brie (1479-1480), administrateur
- Jean IV de Rély (1491-1498)
- Carlo Domenico del Carretto[1] (1491-1499)

## XVIesiècle
- François de Rohan (1499-1532)
- Jean V Olivier (1532-1540)
- Gabriel Bouvery (1540-1572)
- Guillaume Ruzé (1572-1587)

## XVIIesiècle
- Charles Ier Miron (1588-1616)

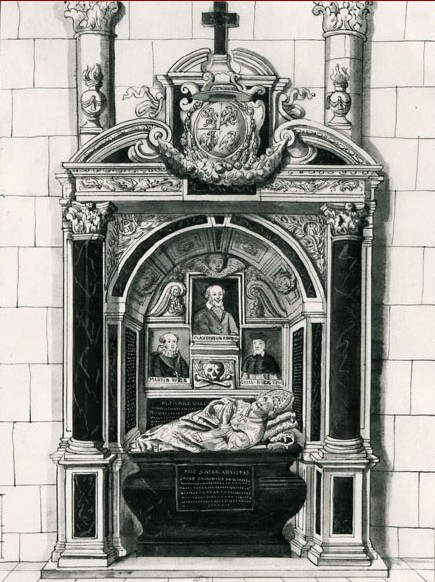
La tombe de Claude de Rueil.

- Guillaume Fouquet de la Varenne (1616-1621)
- Charles Ier Miron (1622-1627), de nouveau
- Claude de Rueil (1628-1649)
- Henri Arnauld (1650-1692)

## XVIIIesiècle
- Michel II Le Peletier (1692-1706)
- Michel III Poncet de La Rivière (1706-1730)
- Jean VI de Vaugirault (1731-1758)
- Jacques de Grasse (1758-1782)
- Michel IV de Couët (1782-1802)

### Évêque constitutionnel de Maine et Loire
L'évêque constitutionnel du diocèse de Maine-et-Loire, Hugues Pelletier, n'est pas évêque d'Angers à proprement parler.

## XIXesiècle
- Charles II Montault-Désilles (1802-1839) (ancien évêque constitutionnel de la Vienne)
- Louis Robert Paysant (1840-1841),
- Guillaume VII Angebault (1842-1869),
- Charles-Émile Freppel (1870-1891),
- François-Désiré Mathieu (1893-1896),
- Louis Baron (1896-1898),

## XXesiècle
- Joseph Rumeau (1898-1940)
- Jean Camille Costes (1940-1950)
- Henri Alexandre Chappoulie (1950-1959)
- Pierre Veuillot (1959-1961)
- Henri Mazerat (1962-1974)
- Jean Orchampt (1974-2000)

## XXIesiècle
| Portrait | Armoiries | Épiscopat   | Titulaire          | Notes |
| -------- | --------- | ----------- | ------------------ | ----- |
|          |           | 2000 à 2007 | Jean-Louis Bruguès |       |
|          |           | depuis 2008 | Emmanuel Delmas    |       |

## Sources
- Le diocèse d'Angers, sous la direction de François Lebrun, 1981, collection Histoire des diocèses de France
- Liste des évêques d'Angers